# 意図せざる結果

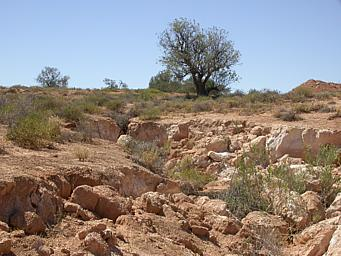
ウサギによって引き起こされたオーストラリアのガリ。スポーツ目的の狩猟動物としてウサギを放牧した意図せざる結果。

意図せざる結果（いとせざるけっか、unintended consequences）は、社会科学において、意図されておらず、または予見されていなかった、目的を持った行動の結果。この用語は、20世紀にアメリカ合衆国の社会学者ロバート・キング・マートンによって広められた。  